# MMDA-2
MMDA-2 (2-метокси-4,5-метилендиоксиамфетамин) — психоделический наркотик класса амфетаминов. Он тесно связан с MMDA и MDA.
Александр Шульгин, вероятно, был первым, кто синтезировал MMDA-2. В его книге PiHKAL доза указана как 25-50 мг, а продолжительность действия указана как 8-12 часов. Шульгин сообщает, что MMDA-2 вызывает такие эффекты, как повышенная осознанность, эмпатия, визуальное облегчение и галлюцинации, а также некоторые побочные эффекты, такие как желудочно-кишечные расстройства и потеря аппетита. Он утверждает, что 30 мг очень похожи на 80 мг MDA, и также замечает, что было бы невозможно, чтобы кто-то имел негативный опыт приема препарата в такой дозе.
Научные исследования показали, что MMDA-2, в отличие от MMDA, но подобно 6-метил-MDA, очень слабо вызывает высвобождение серотонина или дофамина и, соответственно, не вызывает амфетамин-подобных реакций у животных в исследованиях по распознаванию наркотиков. Вместо этого MMDA-2, вероятно, действует как чистый агонист рецептора 5-HT2, подобно серии соединений DOx, при этом активация рецептора 5-HT2A обеспечивает его психоделические эффекты.
В Японии MMDA-2 продаётся как дизайнерский наркотик.